# Downtown Disney Floride

Une autre zone commerciale porte le nom de Downtown Disney en Californie au sein du Disneyland Resort.
Downtown Disney était une zone commerciale de Walt Disney World Resort située à proximité de l'autoroute I-4 désormais remplacée par Disney Springs. Elle était découpée en trois parties de par leur situation et l'histoire du lieu. Le nom a été donné en 1996 afin de regrouper le Disney Village Marketplace et Pleasure Island.
La plupart des bâtiments sont des concepts associant restaurant-boutique et parfois salle de spectacle dans une même ambiance ou sur un thème. Ainsi on retrouve un Planet Hollywood, un Rainforest Cafe (dans Marketplace.) et un  House of Blues. On retrouve aussi les grandes chaînes internationales comme McDonald's, Virgin Megastore ou AMC Theatres. Des concepts originaux ont ouvert ici dans une taille souvent supérieure à la normale (Planet Hollywood, DisneyQuest).
Donwtown Disney est une zone piétonne à l'air libre rare aux États-Unis, pays du centre commercial-hangar construit sur plusieurs niveaux si nécessaire.
Des projets de grandes rénovations sont en cours depuis plusieurs années, en 2010 le Disney Parks Blog annonce la transformation de Pleasure Island en une nouvelle zone inspirée du bord de mer et des studios Disney qui sera nommée Hyperion Wharf. Bien que la complétion du projet soit prévue pour 2013, ce dernier se voit annulé en cours de route.
Le 14 mars 2013, Walt Disney World Resort annonce la rénovation et l'agrandissement de Downtown Disney et son renommage en Disney Springs pour 2016,. Le Marketplace à l'est et West Side à l'ouest restent presque inchangés tandis que la zone de Pleasure Island sera transformée en The Landing, inspirée d'un bord de mer. Au sud de ce bord de mer, une zone nommée Town Center permettra de relier les trois autres zones en devenant le centre de gravité et la nouvelle entrée de l'ensemble. De part et d'autre (sud du Marketplace et de West Side), deux structures de parkings sur étages seront construites. Le parking prévu côté ouest fait 400 pieds (121,92 m) par 850 pieds (259,08 m) et compte 5 niveaux permettant d'accueillir une partie des 65 000 véhicules cumulés dans les deux parkings. Le 12 mai 2015, Walt Disney World Resort poursuit la transformation de Downtown Disney en Disney Springs, avec la nouvelle phase du Town Center comprenant des boutiques internationales dans une architecture industrielle des années 1900 et un parking de 2 000 places.
Le 29 septembre 2015, une cérémonie est organisée pour officialiser le changement de nom du Downtown Disney en Disney Springs,,.

## Marketplace
C'est l'ancien Walt Disney World Village puis Disney Village Marketplace, construit en 1976 sur les rives du Lake Buena Vista pour le Disney Village Resort. Ce « marché » occupe une baie à l'extrémité est du lac à proximité des hôtels partenaires du complexe. Une place centrale en pente permet de se détendre le long du lac. Autour de la place et le long de la berge des bâtiments en bois accueillent des boutiques principalement Disney et des restaurants. Il a été massivement rénové entre 1995 et 1998 et depuis l'an 2000 les changements d'enseigne sont fréquents.
On peut voir les boutiques :

LEGO Imagination Center, World of Disney, Once Upon A Toy, les restaurants, snacks Ghirardelli Soda Fountain & Chocolate Shop, Fulton's Crabhouse, Rainforest Cafe, un T-Rex Cafe et un Pollo Campero ce dernier remplace un McDonald's et la Cap'n Jack's Marina.

## Pleasure Island
C'est une île artificielle de 2,5 ha ouverte en mai 1989 juste à l'ouest du Marketplace. Elle fut construite pour que les visiteurs de Walt Disney World Resort puissent passer la nuit dans des discothèques. Sept discothèques permettent de proposer de nombreux styles de musique et décor ainsi que des boutiques et des snacks. L'île a une "histoire", une "légende Disney" (Voir la légende). Elle englobe le bateau à aube Empress Lilly.
On peut danser à l'Adventurer's Club un club d'explorateurs des années 1920, The Comedy Warehouse, la Pleasure Island Jazz Company et au Mannequins Dance Palace comprenant une piste de danse tournante.

## West Side
C'est une extension ouverte en grande partie en 1997 à l'ouest de Pleasure Island. Elle inclut l'ancien cinéma d'AMC (1989), agrandi en 1996 à 24 salles, et le restaurant Planet Hollywood (1994) construits précédemment. Des boutiques, des restaurants et des divertissements accueillent les visiteurs.
On peut donc trouver outre un cinéma AMC de 24 salles, un chapiteau du Cirque du Soleil, un restaurant-concert House of Blues, les cinq étages du DisneyQuest (une salle de jeux électronique).
L'espace comptait aussi un Virgin Megastore (fermé).

## Galerie

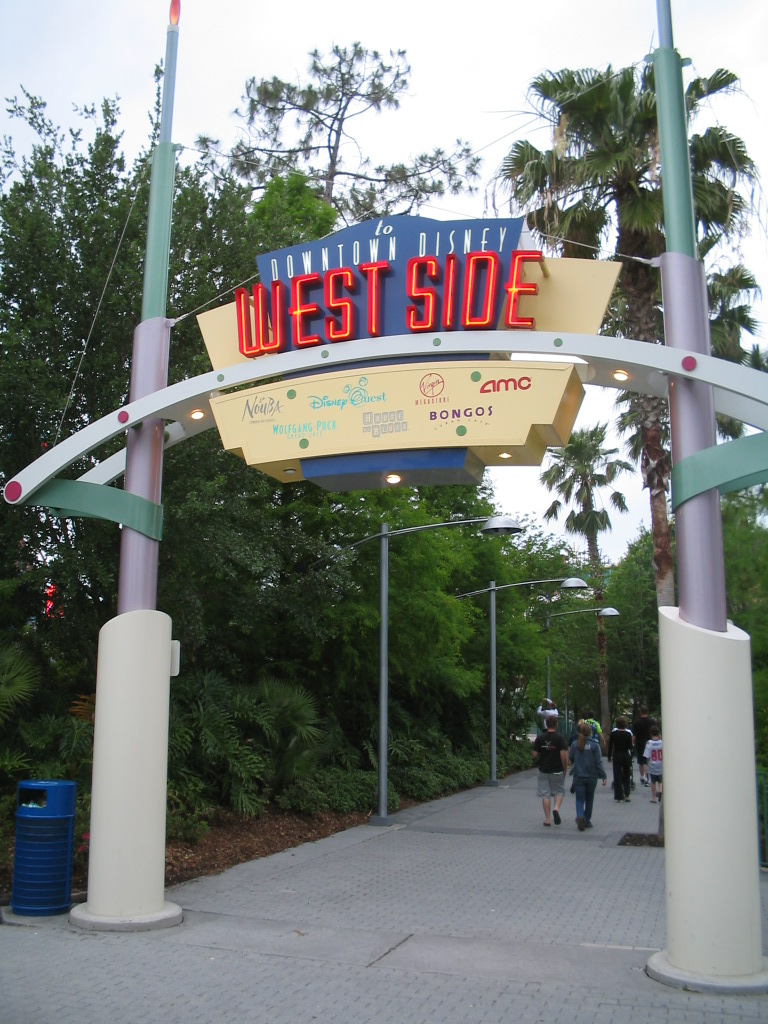
Entrée de West Side
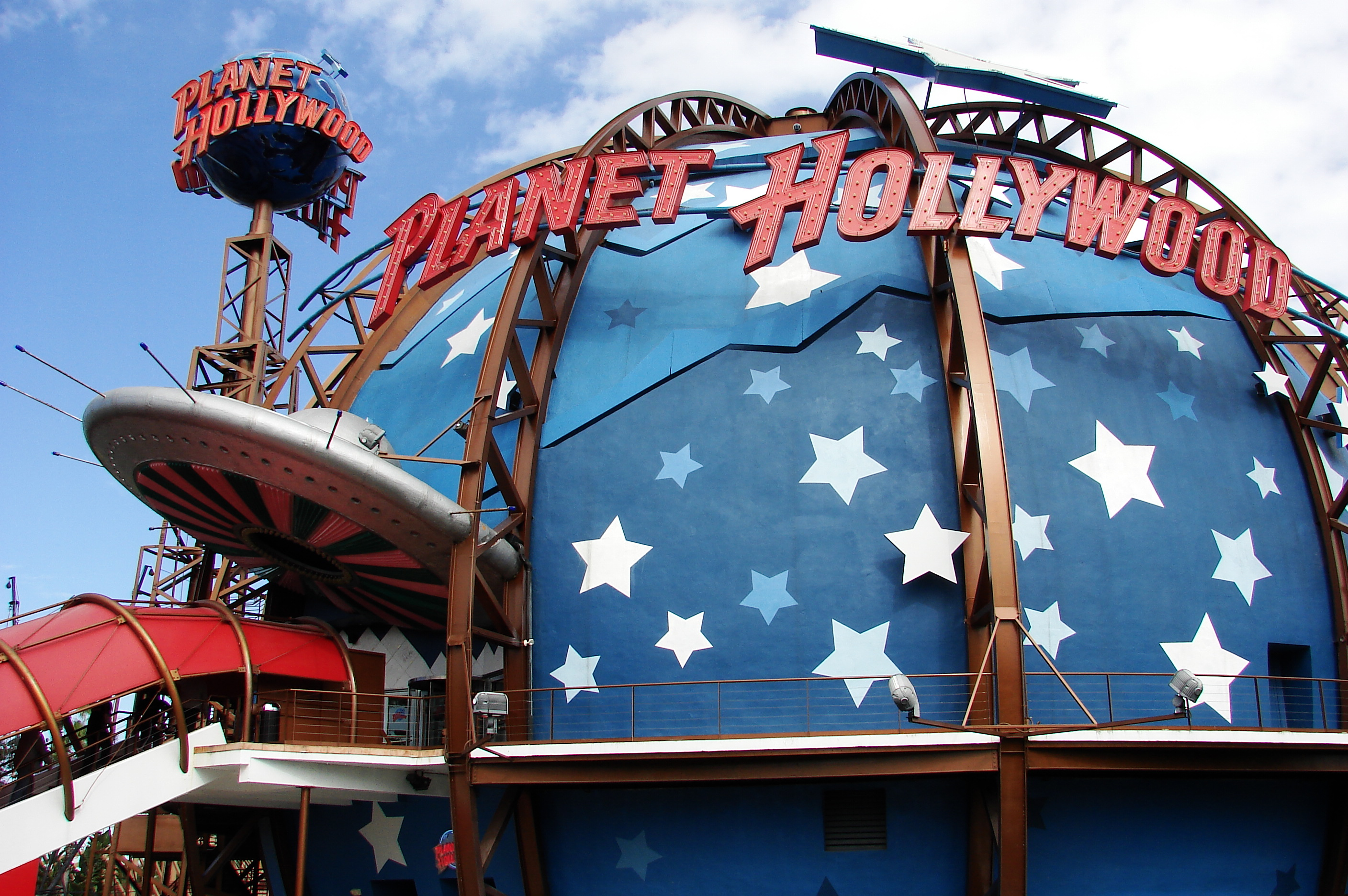
restaurantPlanet Hollywood
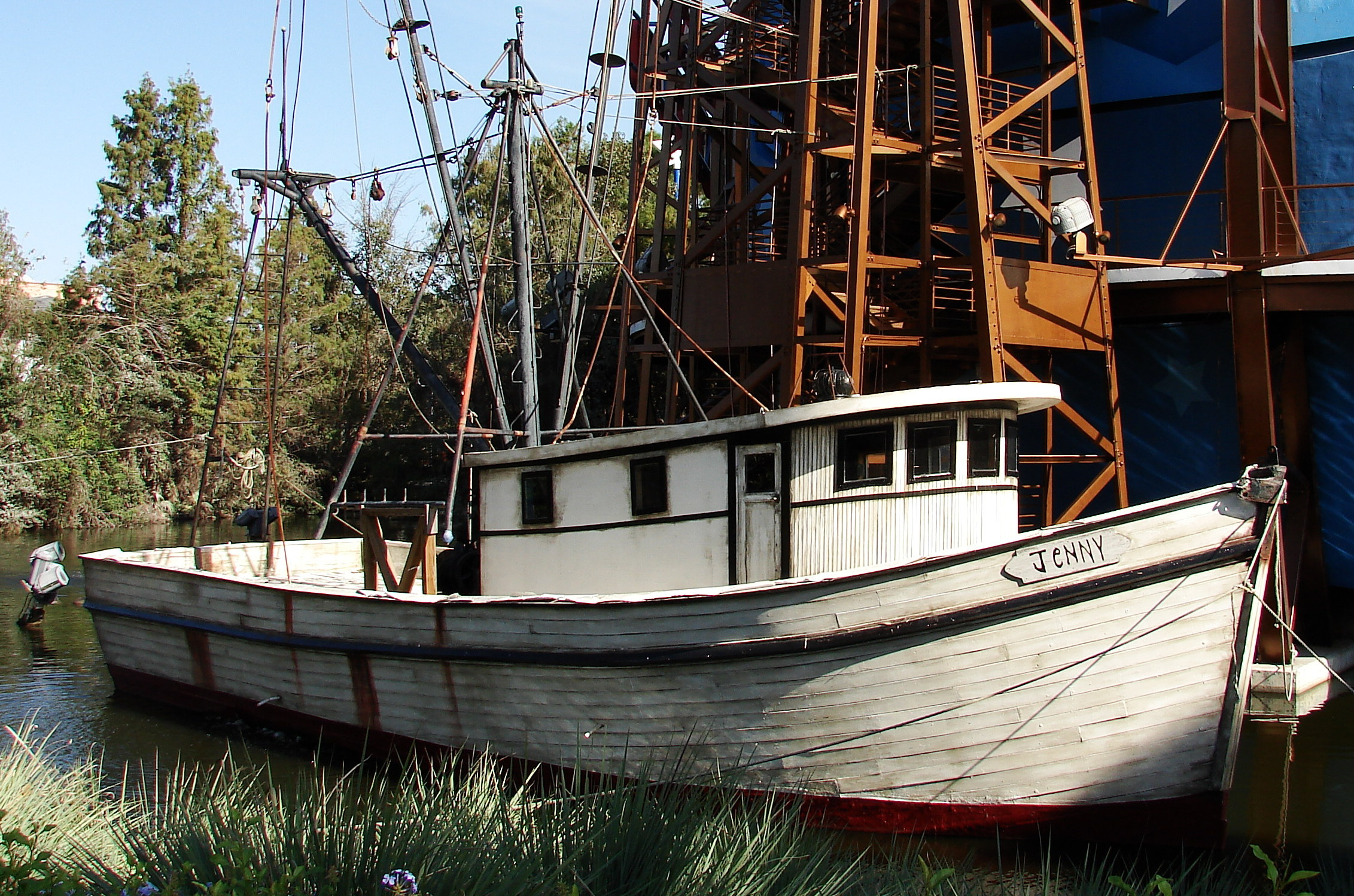
le bateau Jenny du film Forrest Gump (1994)
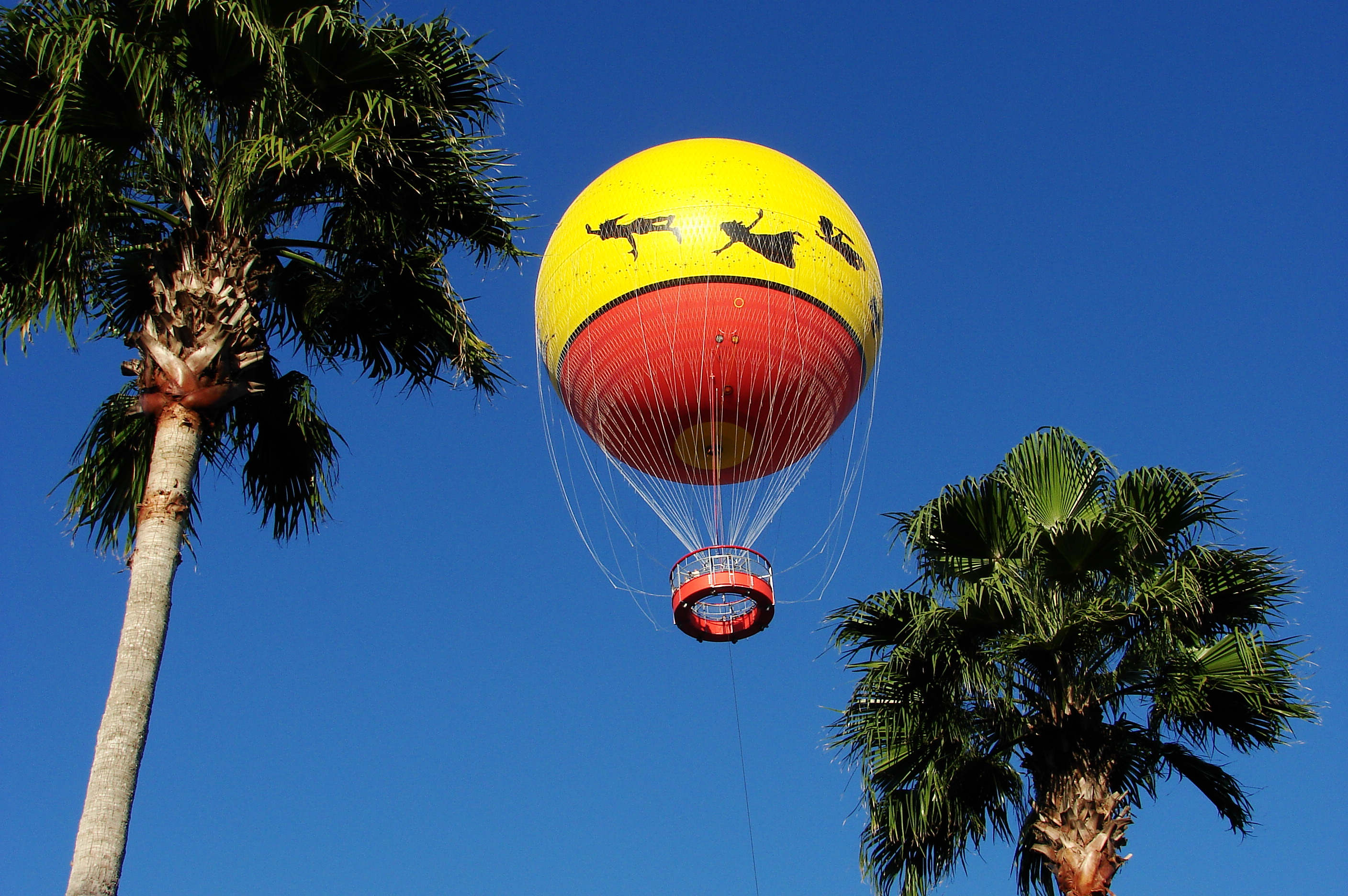
Ballon captif Characters in Flight
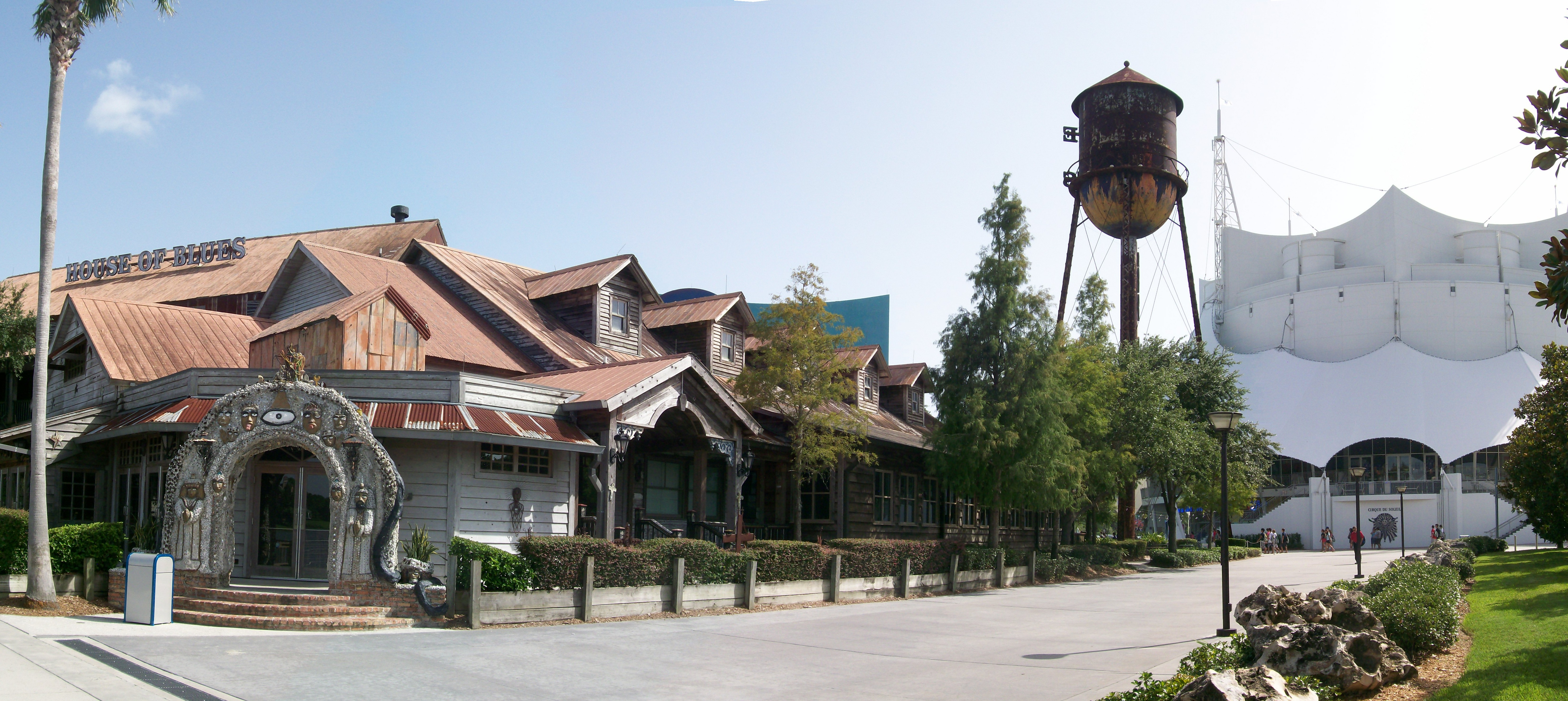
House of Blues
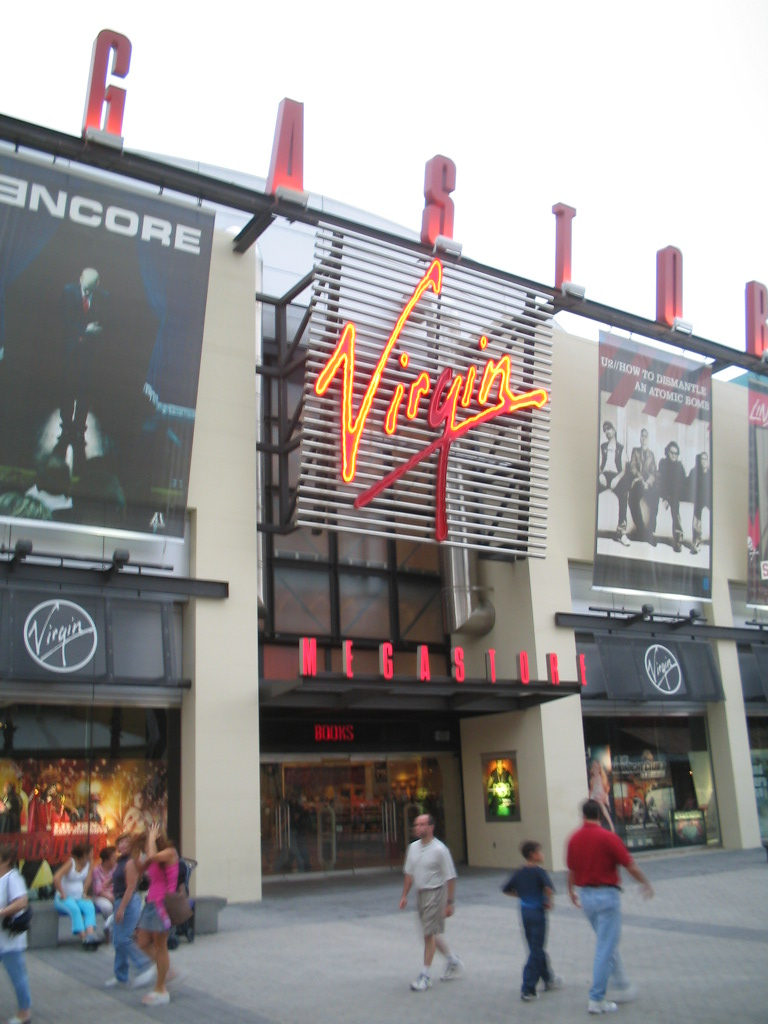
Virgin Megastore (2005)
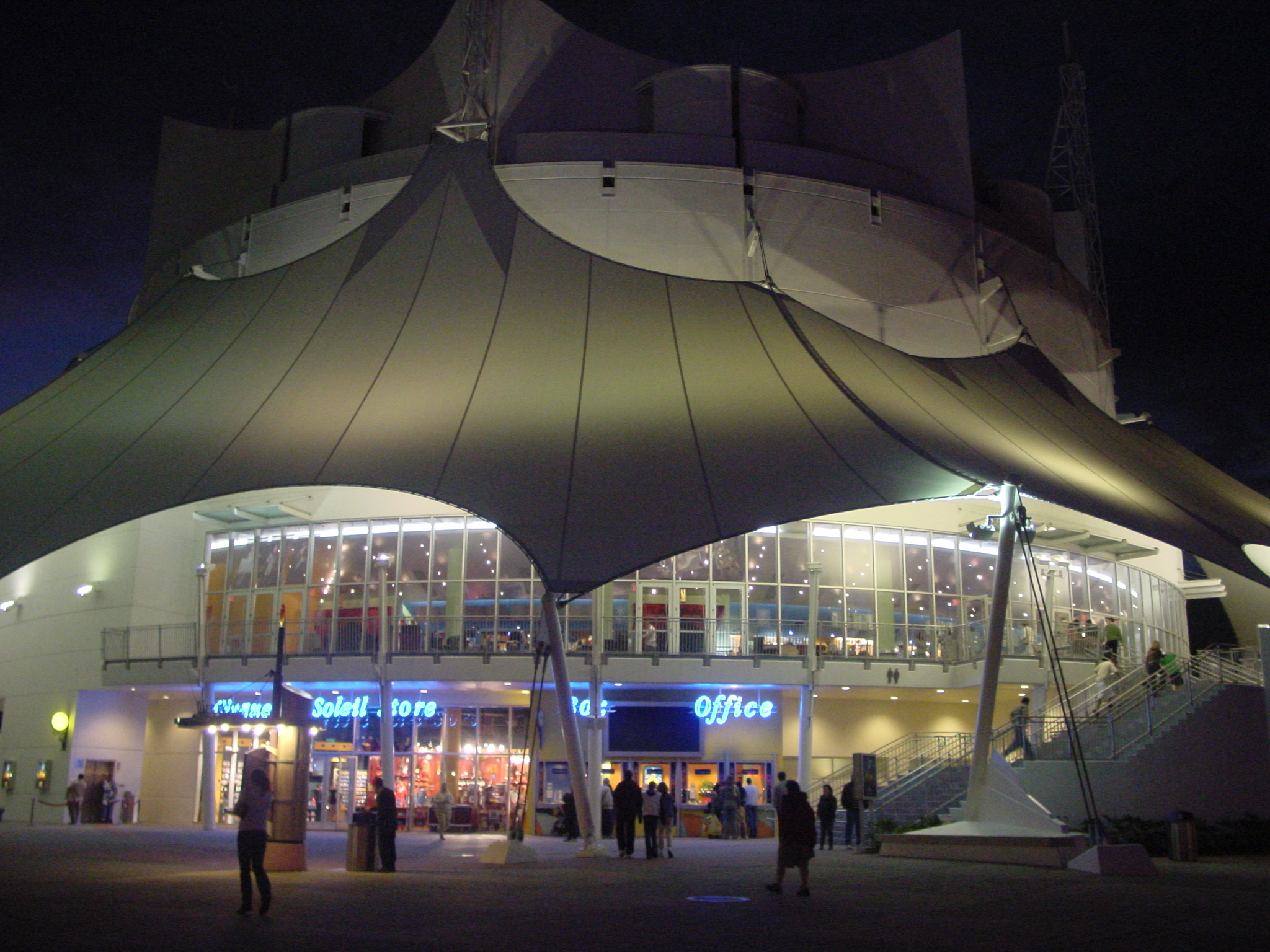
Bâtiment hébergeant le spectacle La Nouba du Cirque du Soleil